# Юрбес (Нижний Рейн)
Юрбес (фр. Urbeis) — коммуна на северо-востоке Франции в регионе Гранд-Эст (бывший Эльзас — Шампань — Арденны — Лотарингия), департамент Нижний Рейн, округ Селеста-Эрстен, кантон Мюциг. До марта 2015 года коммуна административно входила в состав упразднённого кантона Вилле (округ Селеста-Эрстен).
Площадь коммуны — 11,6 км², население — 294 человека (2006) с тенденцией к росту: 315 человек (2013), плотность населения — 27,2 чел/км².

## Население
Население коммуны в 2011 году составляло 308 человек, в 2012 году — 311 человек, а в 2013-м — 315 человек.
| 1962 | 1968 | 1975 | 1982 | 1990 | 1999 | 2006 | 2008 | 2011 | 2012 | 2013 |
| ---- | ---- | ---- | ---- | ---- | ---- | ---- | ---- | ---- | ---- | ---- |
| 250  | 238  | 205  | 215  | 222  | 285  | 294  | 305  | 308  | 311  | 315  |

Динамика населения:

## Экономика
В 2010 году из 197 человек трудоспособного возраста (от 15 до 64 лет) 140 были экономически активными, 57 — неактивными (показатель активности 71,1 %, в 1999 году — 58,3 %). Из 140 активных трудоспособных жителей работали 128 человек (69 мужчин и 59 женщин), 12 числились безработными (10 мужчин и 2 женщины). Среди 57 трудоспособных неактивных граждан 11 были учениками либо студентами, 34 — пенсионерами, а ещё 12 — были неактивны в силу других причин.

## Достопримечательности (фотогалерея)

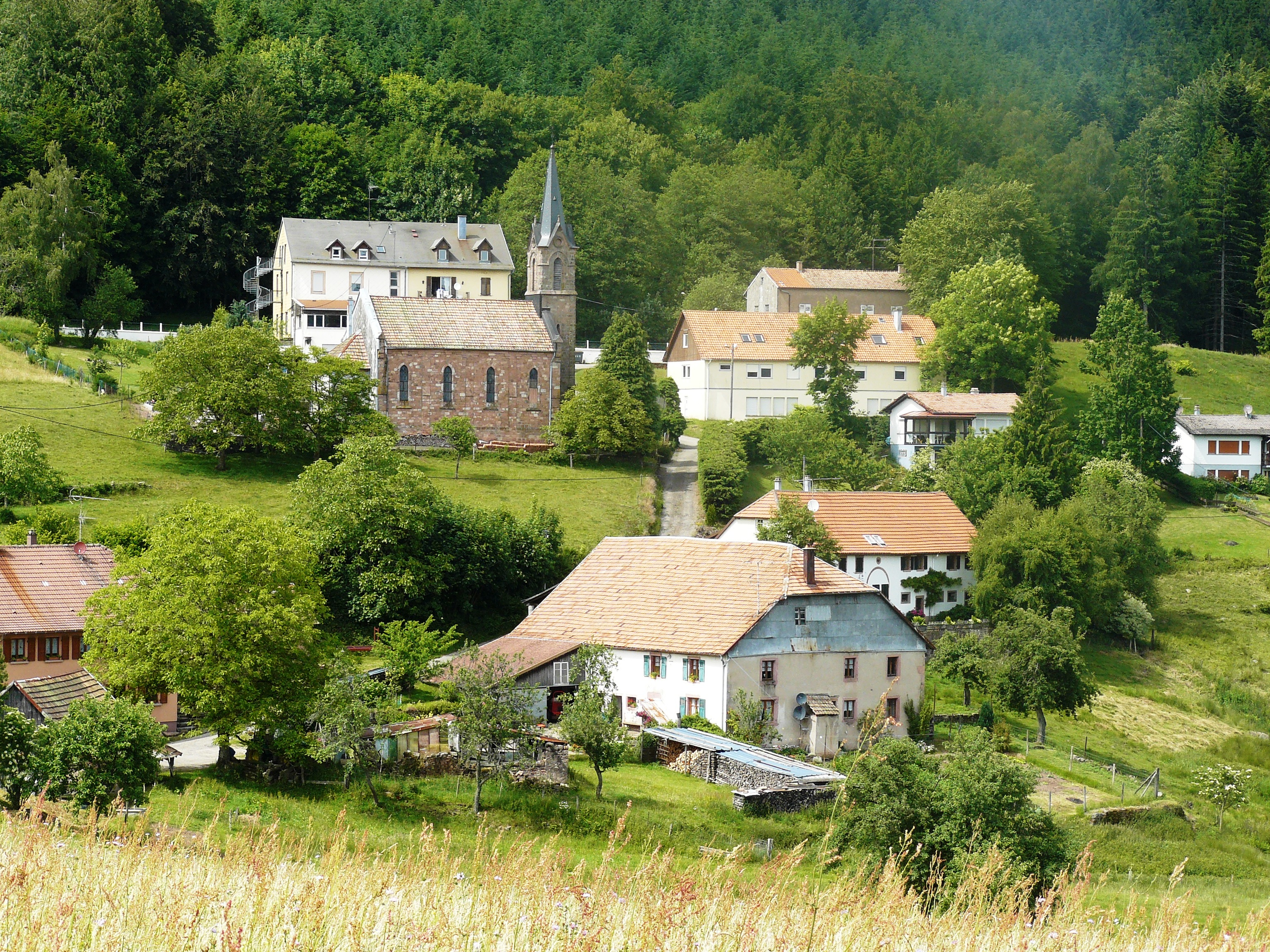
Старые постройки в центре
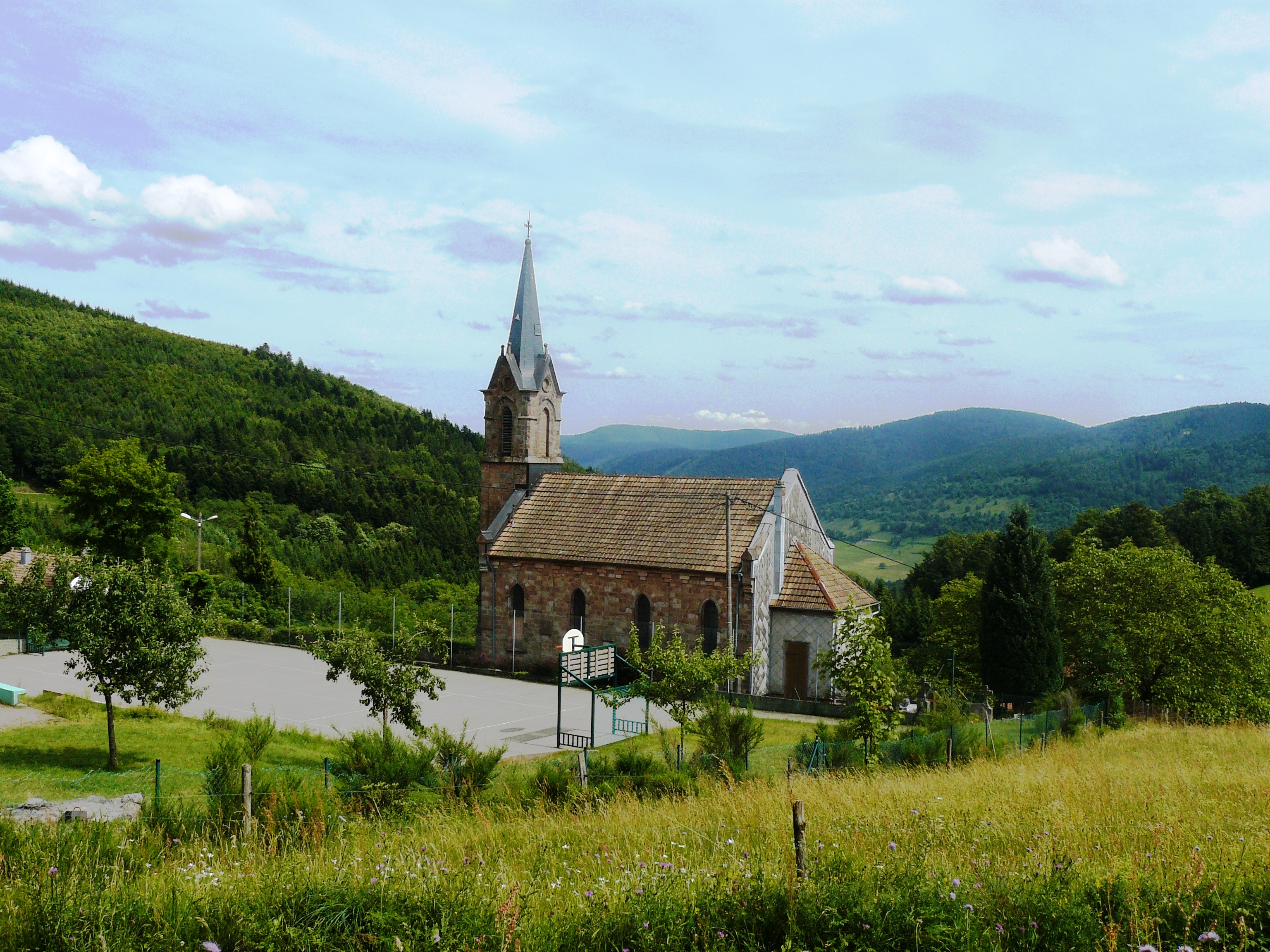
Протестантская церковь
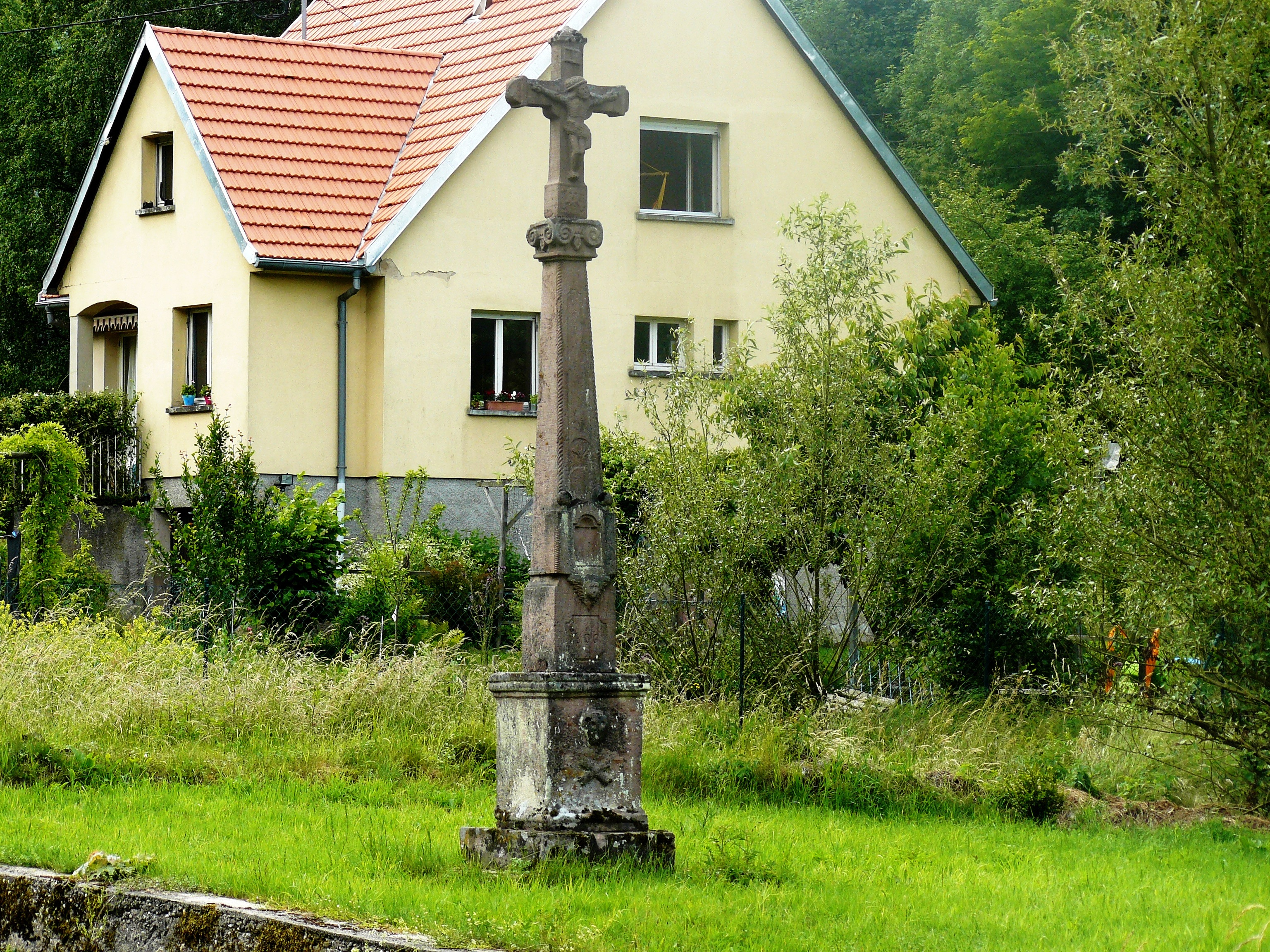
Распятие в центральной части деревни
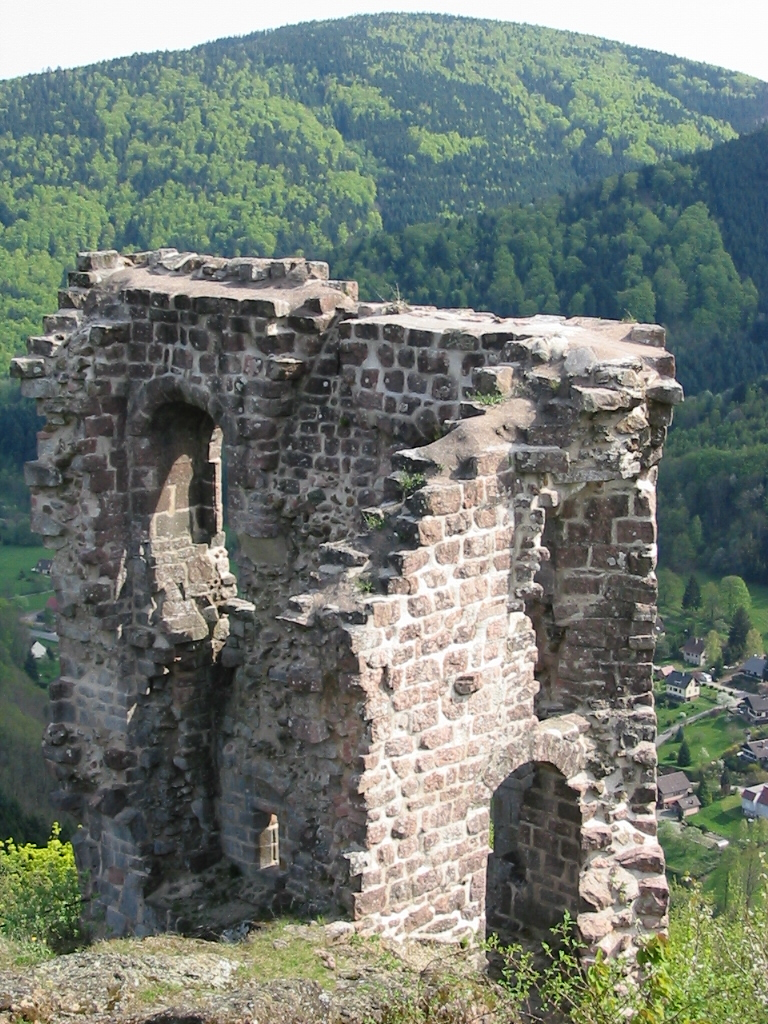
Руины шато
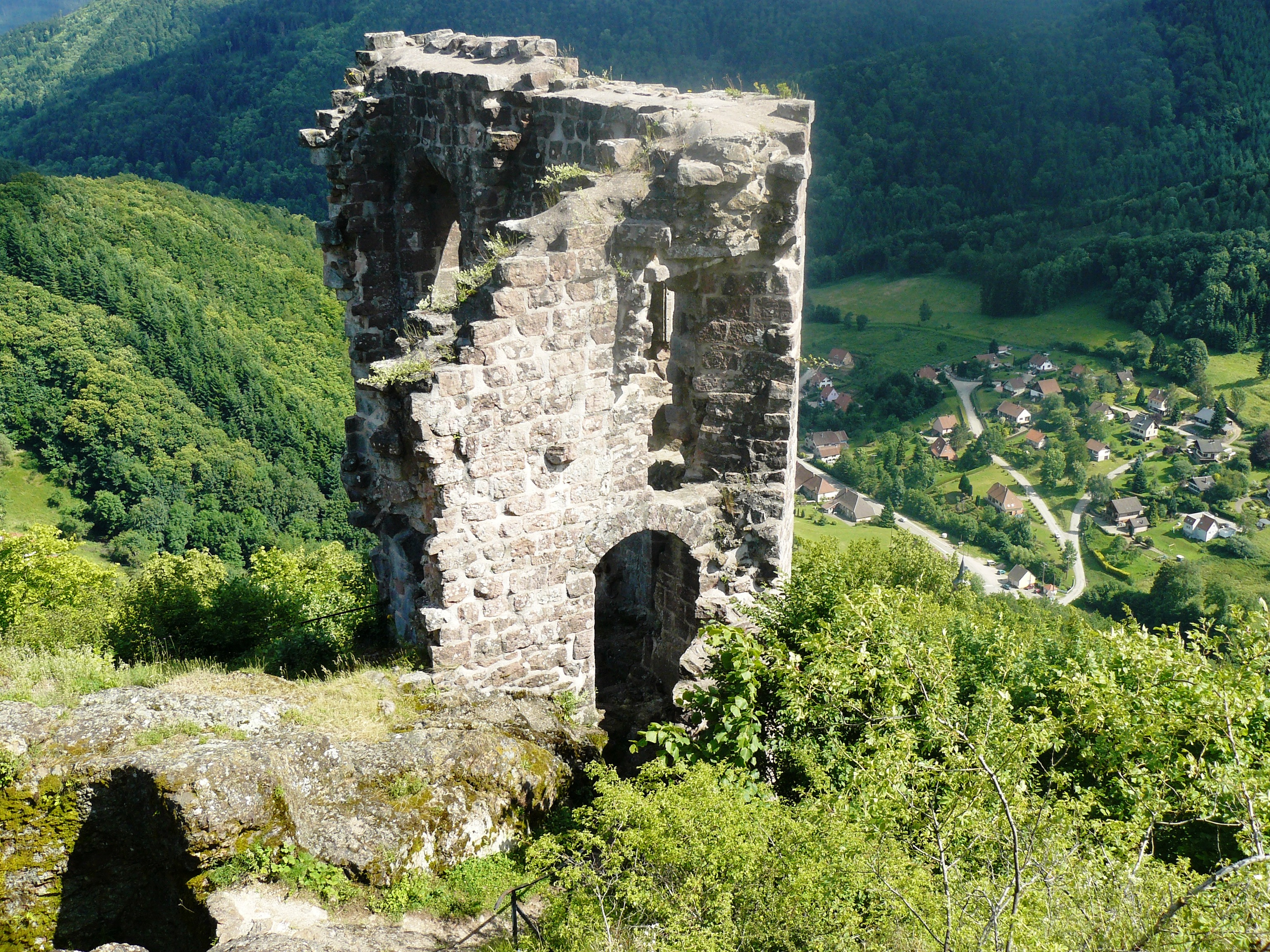
Вид на руины шато на фоне коммуны
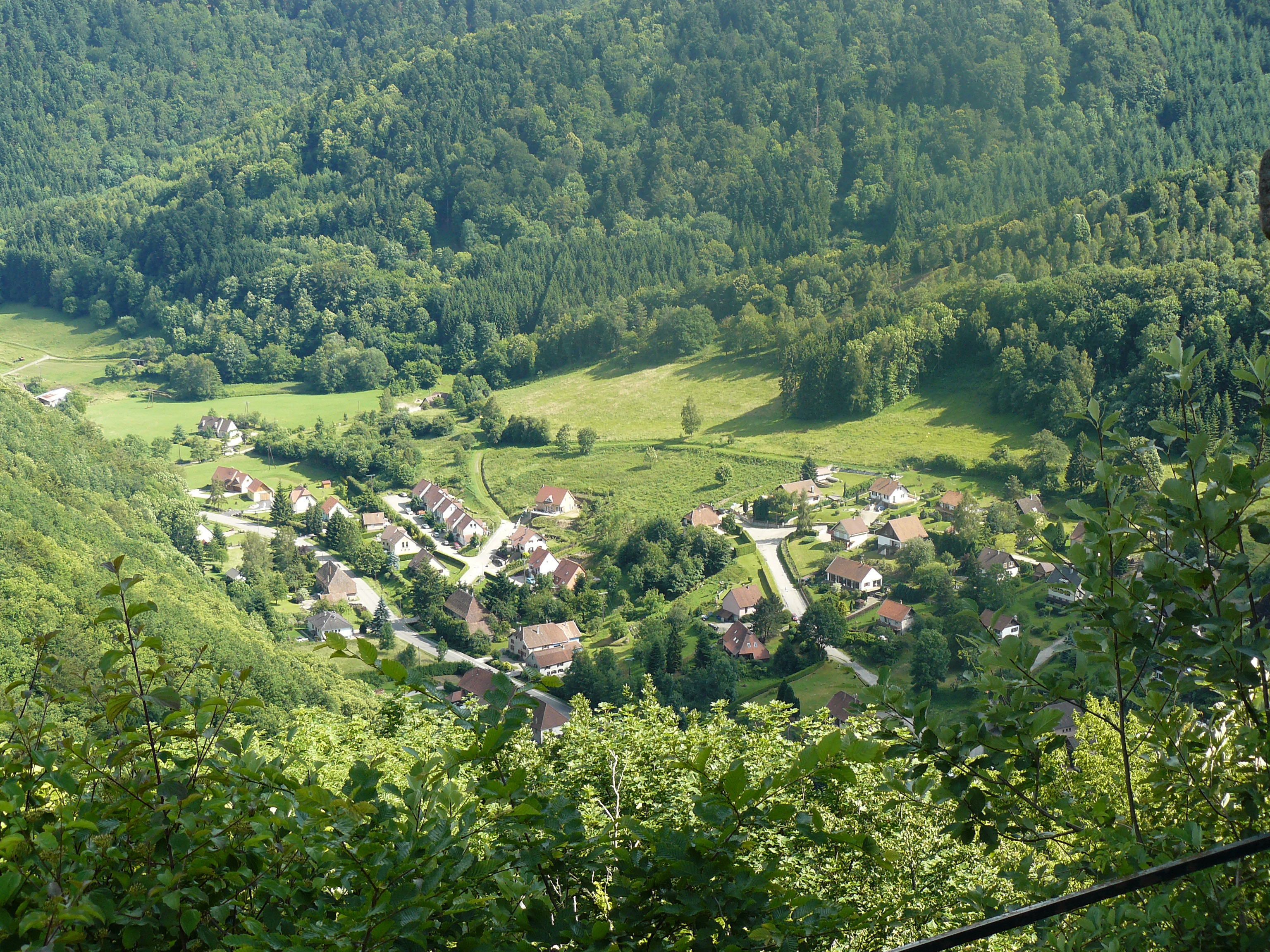
Вид на коммуну с высоты шато
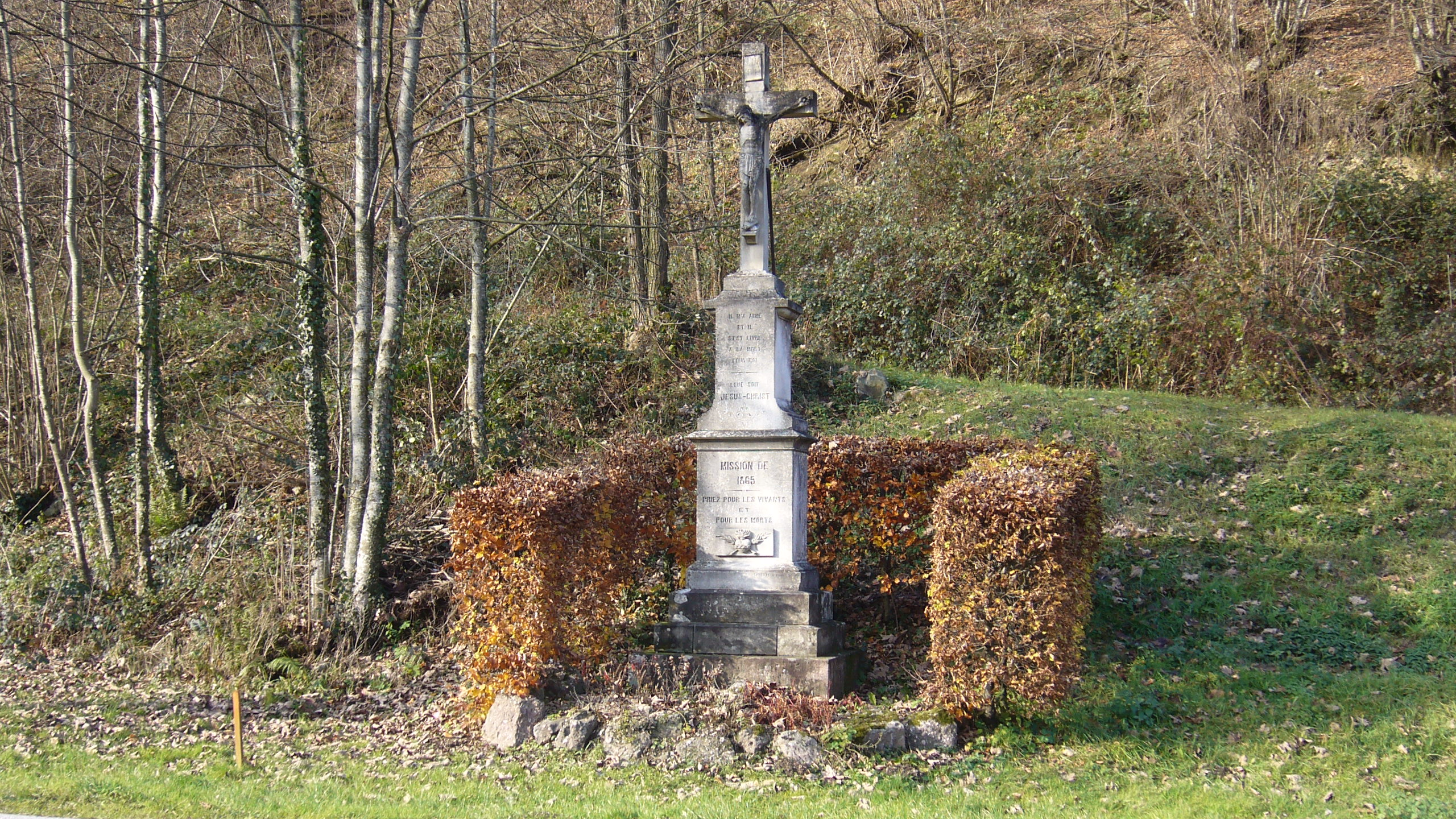
Распятие
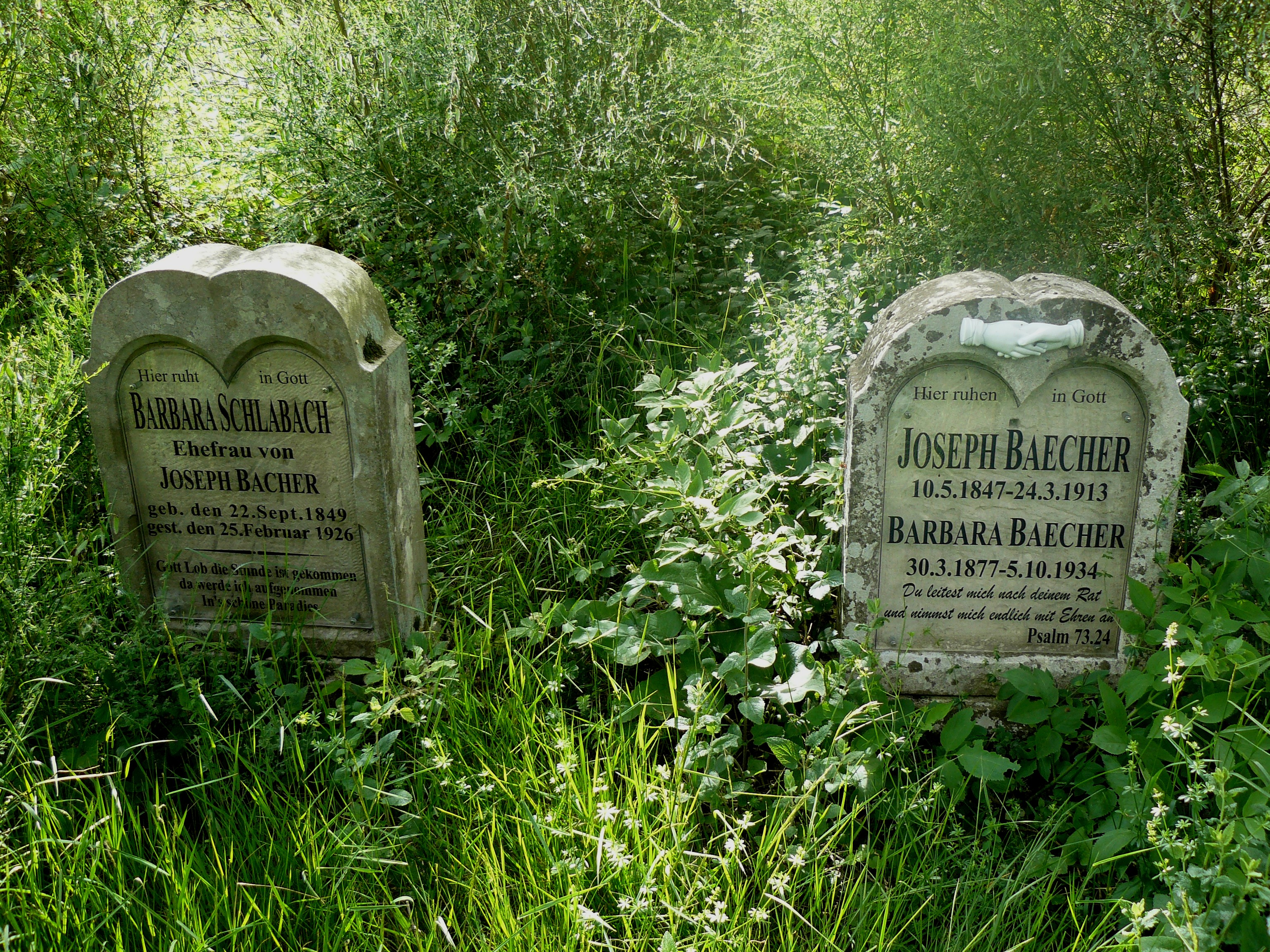
Остатки и могилы старого кладбища
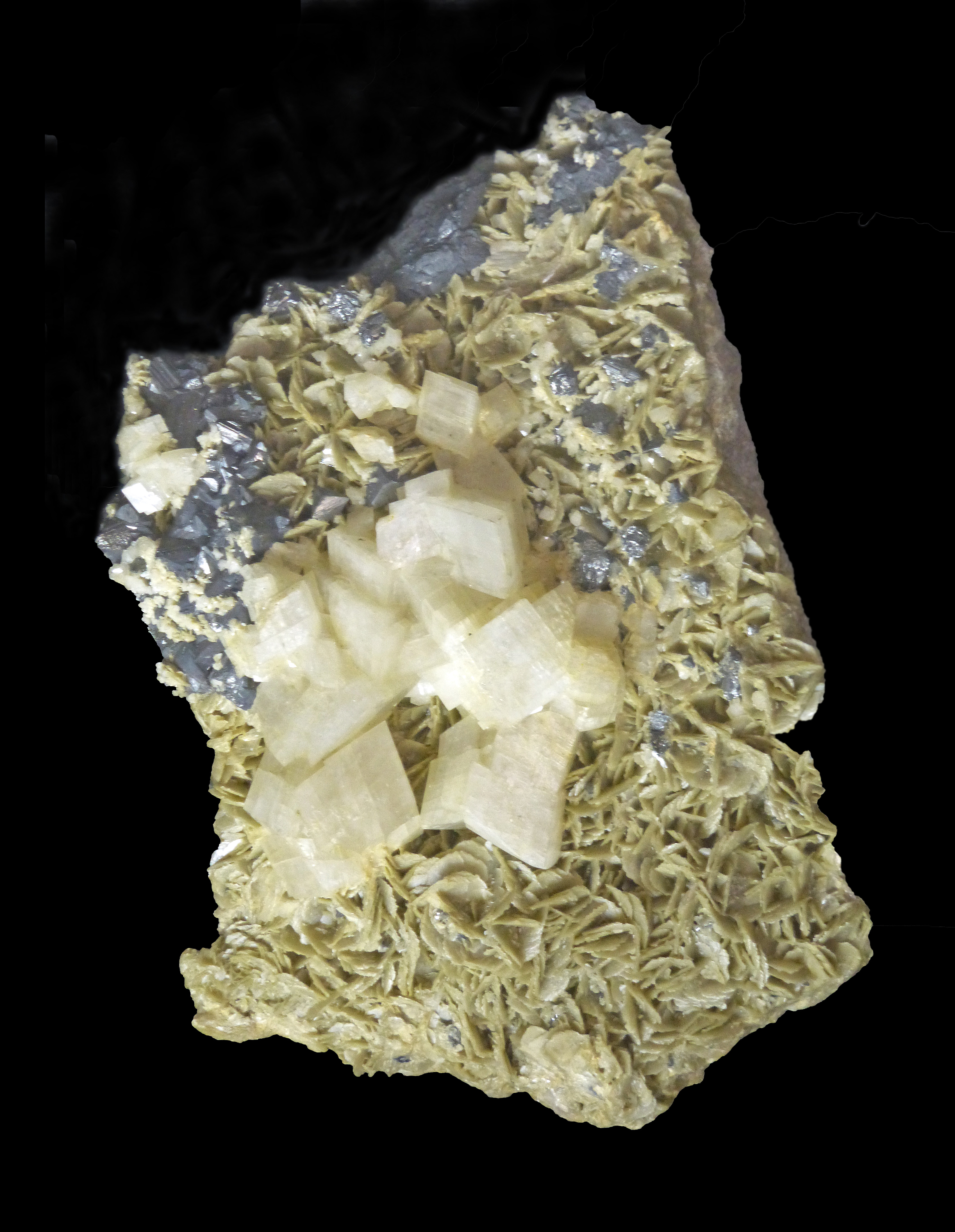
Серая медь (Музей минералогии Страсбург)